# Cheiracanthium triviale
Cheiracanthium triviale är en spindelart som först beskrevs av Tord Tamerlan Teodor Thorell 1895.  Cheiracanthium triviale ingår i släktet Cheiracanthium och familjen sporrspindlar. Inga underarter finns listade i Catalogue of Life.